# Erich Leinsdorf
Pour les articles homonymes, voir Erich.
 (octobre 2022).
Si vous disposez d'ouvrages ou d'articles de référence ou si vous connaissez des sites web de qualité traitant du thème abordé ici, merci de compléter l'article en donnant les références utiles à sa vérifiabilité et en les liant à la section « Notes et références ».
Erich Leinsdorf, né Erich Landauer le 4 février 1912 à Vienne (Autriche) et mort le 11 septembre 1993 à Zurich, est un chef d'orchestre autrichien naturalisé américain en 1942.

## Biographie
Erich Leinsdorf obtint son diplôme de chef d'orchestre en 1933 et fut l'assistant de Bruno Walter en 1934, puis d'Arturo Toscanini de 1935 à 1938 au Festival de Salzbourg, année de l'Anschluss, où il dut quitter sa patrie à cause de ses origines juives. Il fit une grande carrière aux États-Unis, notamment au Metropolitan Opera, où il est nommé responsable du répertoire allemand en 1939. Là, il se consacre notamment aux opéras de Wagner, en particulier Tristan et Isolde, La Walkyrie, Lohengrin. En 1942, il prend la nationalité américaine.
Il dirigea aussi les orchestres Cleveland  (1943-1945) et de Rochester (1947-1956), avant de succéder en 1962 à Charles Munch à la tête de l'orchestre symphonique de Boston. De 1978 à 1980, il fut à la tête de l'orchestre symphonique de la radio de Berlin, poursuivant une carrière de chef invité à travers les États-Unis et l'Europe.
Erich Leinsdorf était considéré comme un spécialiste de l'opéra et sa discographie volumineuse contient nombre d'œuvres dramatiques de Giacomo Puccini (La Bohème, Tosca, Madame Butterfly, Il Tabarro, Turandot), Richard Wagner (Lohengrin, La Walkyrie, Tristan et Isolde, Les Maîtres Chanteurs de Nuremberg), Richard Strauss (Salomé, Ariane à Naxos), Giuseppe Verdi (Un Bal masqué, Macbeth, Aïda) et Wolfgang Amadeus Mozart (Les Noces de Figaro, Così fan tutte, Don Giovanni), ainsi que Carmen et des opéras de Peter Cornelius et Erich Wolfgang Korngold. Mais il a également enregistré des symphonies d'Anton Bruckner, Sergueï Prokofiev, Franz Schmidt et Wolfgang Amadeus Mozart.

## Discographie sélective
- Bartók : Concerto pour orchestre, Orchestre symphonique de Boston, 1962. Plusieurs éditions discographiques, dont en CD RCA 74321 886902.
- Mozart : L'intégrale des symphonies, Royal Philharmonic Orchestra. 7CD DG.
- Puccini : Turandot, avec Birgit Nilsson, Renata Tebaldi, Jussi Björling, Orchestre de l'Opéra de Rome, 1959.
- Verdi : Aida, avec Leontyne Price, Placido Domingo, Grace Bumbry, Sherrill Milnes, Ruggero Raimondi - John Alldis Choir, London Symphony Orchestra, 1971 (RCA)
- Wagner : La Walkyrie, six enregistrements, dont trois en 1940 et 1941, avec des distributions exceptionnelles, parmi lesquels celui avec Lauritz Melchior, Lotte Lehmann, Friedrich Schorr, Emanuel List, Marjorie Lawrence, Kerstin Thorborg, Orchestre du Metropolitan Opera de New York, live à Boston, 1940 ; avec Birgit Nilsson, John Vickers, George London, Orchestre symphonique de Londres, 1961.
- Wagner : Tristan et Isolde, également plusieurs versions, dont celle de 1941 avec Lauritz Melchior, Kirsten Flagstad, Alexander Kipnis, Kerstin Thorborg, Orchestre du Metropolitan Opera de New York.